# Balkanmeisterschaft 2014 (Badminton)
Die Balkanmeisterschaft 2014 im Badminton fand vom 13. bis zum 16. November 2014 in Stara Sagora statt.

## Sieger und Platzierte
| Disziplin    | Gold | Silber | Bronze |
| ------------ | --- | --- | --- |
| Herreneinzel | Blagovest Kisyov | Sinan Zorlu | Emre Vural |
| Herreneinzel | Blagovest Kisyov | Sinan Zorlu | Peyo Boichinov |
| Dameneinzel  | Neslihan Yiğit | Özge Bayrak | Kader İnal |
| Dameneinzel  | Neslihan Yiğit | Özge Bayrak | Linda Zechiri |
| Herrendoppel | Daniel Nikolov Ivan Panev | Peyo Boichinov Vladimir Shishkov                                                                                                | Yusuf Ramazan Bay Sinan Zorlu |
| Herrendoppel | Daniel Nikolov Ivan Panev | Peyo Boichinov Vladimir Shishkov                                                                                                | Dimitar Delchev Stefan Garev |
| Damendoppel  | Gabriela Stoeva Stefani Stoeva | Özge Bayrak Neslihan Yiğit | Mihaela Neycheva Anna-Maria Tsaneva                                                                                                 |
| Damendoppel  | Gabriela Stoeva Stefani Stoeva | Özge Bayrak Neslihan Yiğit | Neslihan Kılıç Ebru Yazgan |
| Mixed        | Blagovest Kisyov Gabriela Stoeva | Ramazan Öztürk Neslihan Kılıç                                                                                                   | Stefan Garev Mila Ivanova |
| Mixed        | Blagovest Kisyov Gabriela Stoeva | Ramazan Öztürk Neslihan Kılıç                                                                                                   | Collins Valentine Filimon Catalina Simionescu                                                                                       |
| Team         | Bulgarien Peyo Boichinov Dimitar Delchev Stefan Garev Blagovest Kisyov Daniel Nikolov Ivan Panev Vladimir Shishkov Mila Ivanova Mihaela Neycheva Gabriela Stoeva Stefani Stoeva Anna-Maria Tsaneva Linda Zechiri | Türkei Yusuf Ramazan Bay Ramazan Öztürk Emre Vural Sinan Zorlu Özge Bayrak Kader İnal Neslihan Kılıç Ebru Yazgan Neslihan Yiğit | Rumänien Collins Valentine Filimon Blanita Alexandru Soraia Askari Andra Olariu Catalina Simionescu                                 |
| Team         | Bulgarien Peyo Boichinov Dimitar Delchev Stefan Garev Blagovest Kisyov Daniel Nikolov Ivan Panev Vladimir Shishkov Mila Ivanova Mihaela Neycheva Gabriela Stoeva Stefani Stoeva Anna-Maria Tsaneva Linda Zechiri | Türkei Yusuf Ramazan Bay Ramazan Öztürk Emre Vural Sinan Zorlu Özge Bayrak Kader İnal Neslihan Kılıç Ebru Yazgan Neslihan Yiğit | Griechenland Georgios Galvas Panagiotis Skarlatos Stamatis Tsigirdakis Ilias Xanthou Eleni Melikidou Eleni Papadopoulou Irini Tenta |

## Teams

### Gruppe A
| Platz | Team           | Pld | W | L | MF | MA | MD  | Pts | Qualifikation |
| ----- | -------------- | --- | - | - | -- | -- | --- | --- | ------------- |
| 1     | Bulgarien      | 2   | 2 | 0 | 10 | 0  | +10 | 2   | Q             |
| 2     | Rumänien       | 2   | 1 | 1 | 5  | 5  | 0   | 1   | Q             |
| 3     | Nordmazedonien | 2   | 0 | 2 | 0  | 10 | −10 | 0   |               |

Quelle

### Gruppe B
| Platz | Team         | Pld | W | L | MF | MA | MD  | Pts | Qualifikation |
| ----- | ------------ | --- | - | - | -- | -- | --- | --- | ------------- |
| 1     | Türkei       | 2   | 2 | 0 | 10 | 0  | +10 | 2   | Q             |
| 2     | Griechenland | 2   | 1 | 1 | 3  | 7  | −4  | 1   | Q             |
| 3     | Moldau       | 2   | 0 | 2 | 2  | 8  | −6  | 0   |               |

Quelle

### Endrunde
|  | Halbfinale | Halbfinale   | Halbfinale |  |  | Finale | Finale    | Finale |
|  |            |              |            |  |  |        |           |        |
|  |            |              |            |  |  |        |           |        |
|  |            | Bulgarien    | 3          |  |  |        |           |        |
|  |            | Griechenland | 0          |  |  |        |           |        |
|  |            |              |            |  |  |        | Bulgarien | 3      |
|  |            |              |            |  |  |        | Türkei    | 0      |
|  |            | Rumänien     | 0          |  |  |        |           |        |
|  |            | Türkei       | 3          |  |  |        |           |        |
|  |            |              |            |  |  |        |           |        |